# Anders Gustaf Björkman
Anders Gustaf Björkman, född 30 maj 1833 i Göteryd, Kronobergs län, död 31 maj 1908 i Groeryd, Hinneryd, var en svensk hemmansägare och riksdagspolitiker.
Björkman var ägare till hemmanet Groeryd i Kronobergs län. Han var även politiker i Lantmannapartiet och Gamla lantmannapartiet och var ledamot av riksdagens andra kammare 1883–1892.